# 1970年の政治
1970年の政治（1970ねんのせいじ）は、1970年（昭和45年）の政治分野に関する出来事について記述する。

## できごと

### 1月
- 1月1日 - 人民日報など中国の主要三紙が共同社説で、「ソ連社会帝国主義」を批判。
- 1月5日 - 公明党の竹入義勝委員長と矢野絢也書記長が、前年からの創価学会を含めた言論出版妨害事件をめぐって記者会見を行い、出版妨害の事実を全面否定。
- 1月7日
  - フランス、リビアへ4億ドル相当の武器売却に同意。
  - スエズ運河東岸のイスラエル軍陣地に対する攻撃への報復として、イスラエル空軍、エジプト領内の軍事施設を攻撃。
- 1月14日
  - 第3次佐藤内閣発足。
  - インド最高裁判所、国内14の銀行国有化に違憲判決。インド政府は同日、大統領令を出し再国有化を強行する。
- 1月15日 - ビアフラ無条件降伏。ビアフラ戦争（ナイジェリア内戦）終了。
- 1月26日 - グエン・バン・チュー南ベトナム大統領、南ベトナム解放民族戦線との連立政権案を拒否。
- 1月28日 - 東京地方裁判所、血のメーデー事件に判決。警官隊との第一次衝突における110被告に無罪、第二次衝突の93被告に一部騒乱罪を適用し有罪判決。

### 2月
- 2月9日 - アラファトPLO議長がモスクワを訪問。
- 2月18日 - ニクソン米大統領が外交特別教書を発表（ニクソン・ドクトリン）。
- 2月21日 - 北ベトナム軍、パテト・ラオ軍がラオスジャール平原を制圧。
- 2月23日 - 旧イギリス領ギアナ、ガイアナ共和国を宣言。イギリス連邦には残留。

### 3月
- 3月1日 - オーストリア総選挙でオーストリア社会党が勝利。ブルーノ・クライスキー内閣が発足する。
- 3月2日 - 旧イギリス領ローデシア、独立共和国宣言。英米は不承認。
- 3月18日 - ノロドム・シハヌーク外遊中のカンボジアでクーデター。ロン・ノル政権が発足する。
- 3月19日 - エルフルトで東西両独首相会談。
- 3月23日 - シハヌーク、北京でカンプチア民族統一戦線を結成する。
- 3月31日 - 日本航空機よど号ハイジャック事件発生。

### 4月
- 4月1日 - 米マサチューセッツ州で宣戦布告なしの戦争に従軍しなくて良いとする州法が成立。
- 4月6日 - 周恩来中国首相、北朝鮮を訪問し、金日成と首脳会談。9日、日本軍国主義反対の共同声明。
- 4月12日 - 京都府知事選で蜷川虎三が全国初の6選。
- 4月14日 - 南イエメン内戦終結。
- 4月15日 - アメリカ国防総省、枯葉剤2･4･5-Tの使用中止を発表。
- 4月16日 - ウィーンでSALT1第1回会談開始。
- 4月21日 - モスクワでレーニン生誕100年記念式典。
- 4月29日 - カナダケベック州議会議員選挙でフランス系カナダ人の有権者が独立に反対を表明。
- 4月30日 - ニクソン米大統領、カンボジアがベトナムの補給基地となっていることを理由にアメリカ軍の出動を命令。

### 5月
- 5月1日 - 米、南越両軍が、カンボジア侵攻開始。
- 5月3日 - 創価学会総会。池田大作会長、言論出版妨害事件に対し反省、政教分離を表明する。
- 5月5日 - シハヌーク、北京でカンボジア王国民族連合政府の樹立を発表。
- 5月6日 - ソ連・チェコスロバキア友好協力相互援助条約締結。
- 5月14日 - パリで第66回ベトナム和平交渉。
- 5月15日 - IOC、人種差別を理由に南アフリカの資格を停止。
- 5月18日 - 全国新幹線鉄道整備法（全幹法）公布。
- 5月29日 - セイロン（現在のスリランカ）でシリマボ・バンダラナイケ首相が再選される。

### 6月

トンガ国旗

- 6月4日 - トンガ、イギリス連邦内の王国として独立。
- 6月18日 - イギリス総選挙。保守党が勝利する。19日ハロルド・ウィルソン内閣総辞職。エドワード・ヒース内閣成立。
- 6月23日 - 日米安全保障条約自動延長。
- 6月24日 - 日米繊維交渉決裂。
- 6月26日 - チェコスロバキア共産党、ドプチェク前第一書記を除名。
- 6月29日 - 米軍、カンボジアから撤退完了。

### 7月
- 7月3日 - 北アイルランドのベルファストで市街戦。
- 7月7日 - ソ連・ルーマニア友好協力相互援助条約に調印。
- 7月17日 - 東京地方裁判所、家永教科書裁判で検定を違憲と判断。24日文部省控訴。
- 7月31日
  - 内閣に公害対策本部を設置。
  - イスラエルとアラブ連合共和国との間で3ヶ月間の停戦に合意。

### 9月
- 9月6日 - PFLPが、旅客機4機をハイジャック（9月事件）。
- 9月8日 - 第3回非同盟諸国首脳会議。
- 9月22日 - アメリカ上院、マスキー法を可決。
- 9月22日 - ガマール・アブドゥル＝ナーセルエジプト大統領死去。後任に、サダト副大統領が昇格。

### 10月

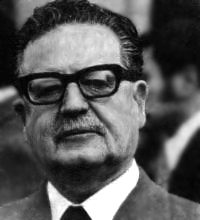
サルバドール・アジェンデ。南米での社会主義政権成立はアメリカを強く刺激することになった。

- 10月9日 - カンボジア、共和制に移行。国名をクメール共和国とする。
- 10月10日 - フィジー、イギリス連邦内で独立。
- 10月24日
  - 佐藤栄作首相、ニクソン米大統領と会談。日米繊維交渉再開を確認。
  - チリ大統領にサルバドール・アジェンデが選出される。
- 10月24日 - 自民党総裁選挙で佐藤栄作が三木武夫を破り四選。

### 11月

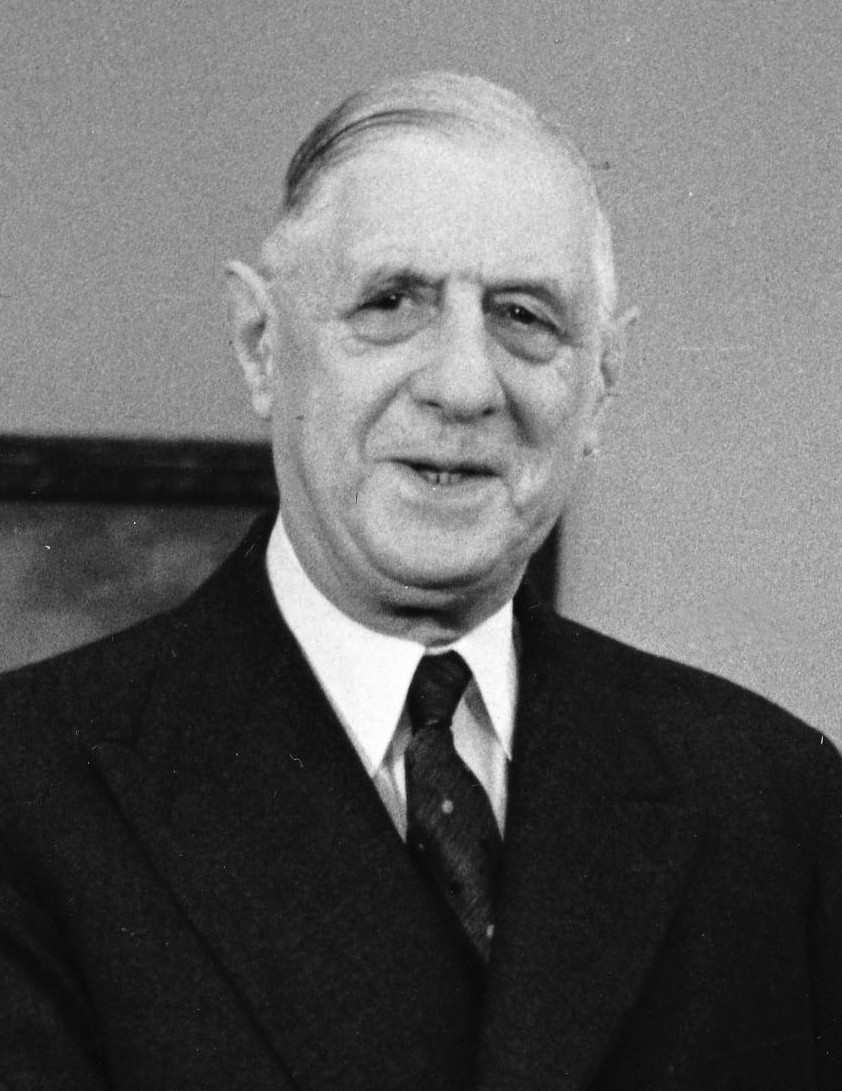
ド・ゴール死去。

- 11月3日 - アメリカ中間選挙、民主党が上下両院で過半数を維持。
- 11月6日 - イタリア、中国と国交を樹立する。
- 11月9日 - シャルル・ド・ゴール死去。
- 11月13日 - シリアでクーデター。ハーフィズ・アル＝アサド国防相が実権掌握。
- 11月24日 - 第64臨時国会召集。この国会は公害対策関連14法案が成立し、「公害国会」の名で知られる[1][2]。
- 11月25日 - 三島由紀夫が、市ヶ谷の自衛隊東部方面総監部にて割腹自殺。
- 11月30日 - 南イエメン、国名をイエメン人民民主共和国と改称。

### 12月
- 12月1日 - イタリアで離婚法成立。ローマ教皇パウロ6世が激しく非難する。